# Chałchasi
Chałchasi, Chałchowie, Chałcha-Mongołowie – grupa etniczna, najliczniejsza spośród ludów mongolskich, zamieszkująca Mongolię (2,1 mln) oraz Mongolię Wewnętrzną. Łączna ich liczba wynosi 6,5 mln.
Chałchasi dzielą się na około 10 pomniejszych grup, które stopniowo zatracają swoją odrębność i są traktowane jako społeczności regionalne.
Wyznają przejęty z Tybetu buddyzm tybetański. Zajmują się koczowniczym pasterstwem, część – stacjonarną hodowlą koni, bydła, owiec, kóz, wielbłądów, na zachodzie – jaków.
W kulturze istotne są tradycyjne pieśni, muzyka i sporty: zapasy, wyścigi konne i strzelanie z łuku.
Istnieje patrylinearny system pokrewieństwa (przy wysokiej pozycji kobiet), podział na rody nie utrzymał się (poza znaczącym rodem Bordżyginów, wywodzącym się od Dżyngis-chana).